# Jean Améry
Hans Maier, conegut pel seu pseudònim Jean Améry, (Viena, 31 d'octubre de 1912- Salzburg, 17 d'octubre de 1978) fou un escriptor austríac, supervivent de l'Holocaust. No es considerà semita ni tingué creences religioses.
Nasqué d'un pare jueu integrat, mort a la Primera Guerra Mundial i que per tant no arribà a conèixer, i una mare catòlica. Estudià filosofia i lletres a Viena. El desembre de 1938 fugí a Bèlgica i s'uní a la resistència contra els nazis baix el seu conegut pseudònim. Caigué en poc temps a mans de la Gestapo el 1940, fou torturat i després enviat a diversos camps de concentració (el d'Auschwitz, el de Bergen-Belsen i el de Buchenwald).
El 1945, uns mesos després de ser alliberat del camp de concentració tornà a Brussel·les on començà a escriure la novel·la Dornenkrone der Liebe, una autobiografia fingida protagonitzada per Althager que viu una tortura a la fortalesa de Breendonk després de ser arrestat el 1940 pels nazis per possessió de propaganda antinazi.
Es practicà la mort voluntària després d'escriure un assaig sobre el suïcidi.
Criticà la doctrina existencialista, especialment la de Jean-Paul Sartre. Tingué una polèmica amb Primo Levi perquè Améry estava en contra del perdó als partícips del nazisme. A més, argumentà a favor de respectar la decisió de practicar-se de manera voluntària la mort.

## Obres
- Dornenkrone der Liebe: novel·la.[3]
- Lefeu, oder der Abbruch: novel·la.[3]
- Charles Bovary. Landarzt: novel·la.[3]
- Hand an sich legen – Diskurs über den Freitod: assaig.[7]